# Attila Feri
Attila Feri (Târgu Mureș, 24 settembre 1968) è un ex sollevatore rumeno naturalizzato ungherese, medagliato olimpico, che ha gareggiato nelle categorie dei pesi leggeri (fino a 67,5/70 kg.) e dei pesi medi (fino a 77 kg.).

## Carriera
Attila Feri partecipò per la Romania alle Olimpiadi di Barcellona 1992 nella categoria dei pesi leggeri (fino a 67,5 kg.), terminando al 12º posto finale con 290 kg. nel totale.
Qualche anno dopo si trasferì in Ungheria, prendendone la cittadinanza e continuando a gareggiare per la squadra nazionale ungherese a partire dal 1994.
Nel 1995 vinse la medaglia di bronzo nei pesi leggeri (fino a 70 kg.) ai Campionati europei di Varsavia con 340 kg. nel totale e giunse al 4º posto finale ai Campionati mondiali di Guangzhou con lo stesso risultato.
L'anno successivo vinse la medaglia di bronzo alle Olimpiadi di Atlanta 1996 con 340 kg. nel totale.
Nel 2001 ottenne un altro podio, questa volta nella categoria dei pesi medi, ai Campionati europei di Trenčín, dove vinse un'altra medaglia di bronzo con 350 kg. nel totale. Nello stesso anno si classificò al 5º posto finale con 360 kg. nel totale ai Campionati mondiali di Antalya.
Nel 2004 prese parte alle Olimpiadi di Atene, dove terminò la gara al 6º posto finale con 355 kg. nel totale.